# 1114
1114 (MCXIV) je bilo navadno leto, ki se je po julijanskem koledarju začelo na četrtek.

## Dogodki

### Evropa
- 7. januar - Poroka rimsko-nemškega cesarja Henrika V. z Matildo, hčerko angleškega kralja Henrika I.↓
- → Na poroki Henrik V. poniža uporniškega saškega vojvodo Lotarja Supplinburškega s tem, da ga prisili nosti spokorniška oblačila.  Lotar si pridobi simpatije ostalega upornega propapeškega nemškega plemstva in cerkvenih dostojantvenikov. 1115 ↔
- 31. december - Velika vojvodinja Matilda Toskanska osvoji Mantovo. Kdaj je dobila naziv "Velika vojvodinja" ni povsem znano, podelil pa ga ji je cesar Henrik V.
- Križarska ekspedicija na Baleare: križarska koalicija grofije Barcelone, ki jo vodi Rajmond Berengar III., in Pisanske republike ter še ostali manjši zavezniki, napadejo Baleare, ki so pod vlado muslimanske taife Majorke. Pohod je predvsem plenilski, pod vtisom prejšnjega norveškega križarskega pohoda. 1115 ↔

### Azija
- Najstniški emir Alepa Al-Akhras Ibn-Ridvan po letu dni vladavine nadaljuje s preganjanjem Asasinov. Ker mu v mestu ne uspe zagotoviti reda, ga v pripravljeni zaroti ubije evnuh. Alepski emirat nasledi brat Sultan-Šah.
- Korejski kralj Jedžong pošlje na kitajskega cesarja Huizonga, dinastija Song, prošnjo za glasbene instrumente, s katerimi bi na dvoru obogatil konfucijanske obrede. Huizong njegovo prošnjo razume malo narobe in mu pošlje instrumente za zabavo na pogostitvah. 1116 ↔

## Rojstva
- Bhaskara II, indijski matematik in astronom († 1185)
- Dirk VI., holandski grof († 1157)
- Gerard iz Cremone, italijanski prevajalec, astrolog in astronom († 1187)
- Oton iz Freisinga, nemški škof in zgodovinar († 1158)
- Fudživara Sunzei, japonski pesnik († 1204)

## Smrti
- Nestor iz Kijeva, ruski pravoslavni menih, teolog in zgodovinar (* 1056)
- Al-Akhras Ibn-Ridvan, seldžuški emir Alepa